# Vampire Crisis

Vampire Crisis (バンパイア　クライシス Banpaia kuraishisu?), es una serie de manga escrito e ilustrado por la artista Kaede Ibuki, la serie fue publicada en el año 2009 por Shōgakukan.

## Trama
Con el fin de castigar a su odioso exnovio, Hisoka intenta usar la magia negra en él. Pero, ella comete un error al lanzar un hechizo, y llama accidentalmente a un vampiro llamado Rainford, y le dijo que le iba a conceder un deseo a Hisoka pero a cambio de su sangre, él le da una semana para pedir el deseo y cuando eso suceda él y el libro de hechizos desaparecerían. Al principio, Hisoka siente miedo de él, pero a pesar de que Rein es un vampiro, él cambia lentamente en una persona amable, y debido a eso, la atracción de Hisoka hacia él crece con el tiempo.

## Personajes
Rainford
Es el protagonista principal de la historia. Él es un vampiro que fue despertado por el hechizo que hizo Hisoka de un libro de magia negra. Rainford tiene la capacidad de cumplir cualquier deseo que le pidan en el lapso de una semana.
Él es sombrío al inicio pero con el pasar del tiempo se vuelve alguien amable.
Hisoka
Es la protagonista principal de la historia. Ella fue la que convocó a Rainford con un hechizo de magia negra. El hechizo era para vengarse de su exnovio, el cual terminó la relación entre ellos, y debido a que ella no es capaz de hacerle daño a alguien, buscó la manera de vengarse sin hacerlo ella misma.

## Manga
El manga está dividido en cuatro historias, la primera separada en dos capítulos y todos ellos en un solo volumen de cinco capítulos que suman 193 páginas.
| Volumen | Capítulos | Nombre                       | ISBN                   | Fecha de publicación |
| ------- | --------- | ---------------------------- | ---------------------- | -------------------- |
| 1       | 1         | Vampire Crisis               | ISBN 978-4-09-132416-0 | 24 de abril de 2009  |
| 1       | 1.1       | Vampire Emotion              | ISBN 978-4-09-132416-0 | 24 de abril de 2009  |
| 1       | 2         | 100 no Inori to 1 no Onegai  | ISBN 978-4-09-132416-0 | 24 de abril de 2009  |
| 1       | 3         | Kimi Janakya Dame Nan desu!! | ISBN 978-4-09-132416-0 | 24 de abril de 2009  |
| 1       | 4         | 10-nen Goshi no Angel        | ISBN 978-4-09-132416-0 | 24 de abril de 2009  |